# Telescópio Mopra
O radiotelescópio Mopra, localizado perto de Coonabarabran, Nova Gales do Sul, faz parte do Conjunto Nacional de Telescópios da Austrália, mantido pela CSIRO. O nome vem de localização da instalação, perto de Mopra Rock, uma formação geológica com vista para o telescópio.
Até 2006, o telescópio era operado no local por usuários em visita. Nesse ano, passou a ser operado remotamente. Em 13 de janeiro de 2013, o telescópio quase foi danificado por incêndios, mas não houve danos significativos.
Em 27 de maio de 2014, o jornal The Age informou que o telescópio seria fechado pela CSIRO como resultado de cortes orçamentários.
Em 16 de setembro de 2015, um grupo de cientistas conseguiu por meio de um crowdfunding arrecadar 65.000 dólares, temporariamente postergando o fechamento do telescópio.